# 菲尔林登
菲尔林登（德語：Vierlinden）是德国勃兰登堡州的市镇，隶属于梅尔基施-奥得兰县。总面积为69.74平方千米，截至2023年12月31日总人口为1,519人。